# Kool Klever
Francisco Nelson Manuel Fernandes Bernardo (Luanda, 23 de fevereiro de 1973), mais conhecido por Kool Klever , é um compositor, Rapper, Poeta e Letrista Angolano. Em 2008 lança o primeiro album, KOOLTIVAR, páginas rimadas do livro da minha vida que se torna numa referência obrigatória para os amantes do rap no país angolano

## Biografia
Nasce em 23 de Fevereiro de 1973, em Luanda, Angola. Em 1992 junta-se e forma o grupo GC unity(Ghetto & city Unity) com Prince Wadada e Gangsta Du. O primeiro grupo de rap a ter músicas rap em português a passar na rádio. Depois da ida de Du e Wadada para Portugal começa a gravar e fazer apresentações como artista solo ao mesmo tempo que vai colaborando com outros artistas. Nessa altura começou também a escrever para os outros artistas como SSP, Bruna Tatiana, Donna Kelly, Phatha Mak entre outros.
Quando na década de 70 “Afrika Bambaataa e DJ Kool Herc” deram início a “cultura Hip Hop” e a música RAP, não imaginavam com certeza que naquela mesma década nascia na longínqua África e num país desconhecido do mundo, um dos seus mais fiéis seguidores e representante da cultura que idealizaram… Quando no princípio da década de 90 decidiu entrar no RAP/Hip Hop, nenhum dos que estavam com ele imaginou que tinha diante de si alguém que 21 anos depois continuaria a fazer a mesma coisa e que se tornaria em Angola na maior referência daquilo que para muitos não passava de uma loucura juvenil.
Tendo começado nas ruas como qualquer bom rapper, Kool Klever , tão cedo conseguiu impor-se e conquistar o respeito e a admiração de todos que o ouviam, o que fez com que se elevassem as expectativas sobre o que seria o seu primeiro álbum de originais. Depois de muitos anos de espera, em 2008, o também “ghostwriter” que o RAP emprestou a outros estilos musicais, apresentava então o tão esperado álbum “Kooltivar – Páginas rimadas do livro da minha vida” para a satisfacção dos seus fãs e dos amantes do RAP em geral. Autobiográfico, Klever, rimou por cima de beats as páginas que a sua vida foi escrevendo durante vários anos sem nunca esquecer os problemas da sociedade no seu tempo e trouxe-os na poesia que é característica quase obrigatória do estilo que bem representa.

## Reconhecimento
Kool Klever , além de rapper, é conhecido pelo brilho e encanto das suas composições, escrevendo letras para artistas famosos como SSP, Bruna Tatiana, Phatermack & Michelle D’Voi, só para citar alguns nomes. Actualmente é dos maiores activistas e fomentador do movimento Hip Hop Angolano, como apresentador do Big Show Cidade e do Ecléctico FM, assim como realizador de um evento tradicional de rap todas as sextas-feiras no Espaço Bahia.